# (8452) Clay
(8452) Clay (1978 WB) – planetoida z grupy pasa głównego asteroid okrążająca Słońce w ciągu 3,74 lat w średniej odległości 2,41 au. Odkryta 27 listopada 1978 roku.